# Падрон, Родольфо
Родольфо Падрон (исп. Rodolfo Padrón; 5 ноября 1927, Гавана — 29 мая 2007, Каракас) — венесуэльский борец вольного стиля. Участник летних Олимпийских игр 1952 года, бронзовый призёр Панамериканских игр 1959 года, двукратный бронзовый призёр Центральноамериканских и Карибских игр 1954 и 1970 годов.

## Биография
Родольфо Падрон родился 5 ноября 1927 года в кубинском городе Гавана.
В 1952 году вошёл в состав сборной Венесуэлы на летних Олимпийских играх в Хельсинки. В весовой категории до 87 кг в первом раунде проиграл на 2-й минуте Генри Виттенбергу из США, во втором раунде уступил на 3-й минуте Викингу Пальму из Швеции и выбыл из розыгрыша.
Дважды выигрывал бронзовые медали Центральноамериканских и Карибских игр: в 1954 году в Мехико в весе до 79 кг и в 1970 году в Панаме в весе до 100 кг.
В 1959 году завоевал бронзовую медаль Панамериканских игр в Чикаго в весе свыше 87 кг.
Умер 29 мая 2007 года в венесуэльском городе Каракас.